# Tecophilaeaceae
Die Tecophilaeaceae sind eine Familie in der Ordnung der Spargelartigen (Asparagales) innerhalb der Einkeimblättrigen Pflanzen (Monokotyledonen). Die etwa 27 Arten sind in gemäßigten bis tropischen Gebieten verbreitet.

## Beschreibung

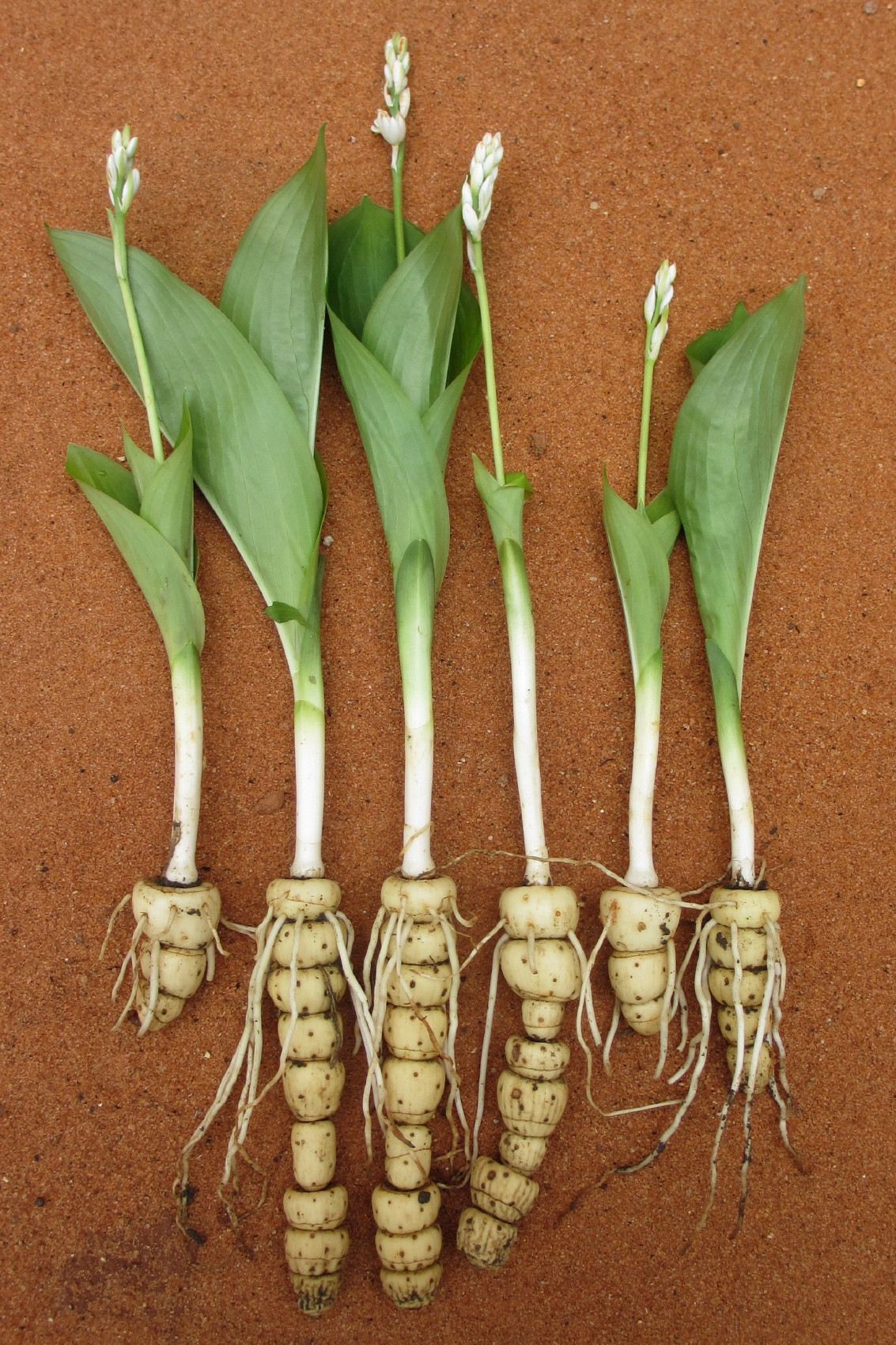
Habitus von Kabuyea hostifolia mit den Knollen

Es sind meist kahle, ausdauernde krautige Pflanzen. Meist sind es Geophyten, die rhizomartige Knollen als Überdauerungsorgane bilden. Die wechselständigen Laubblätter sind spiralig oder zweizeilig an den Stängeln angeordnet oder stehen bei einigen Arten in grundständigen Blattrosette zusammen. Die ungestielten oder manchmal gestielten Blätter sind einfach. Die parallelnervige Blattspreite ist linealisch bis lanzettlich, eiförmig bis rundlich. Der Blattrand ist glatt.

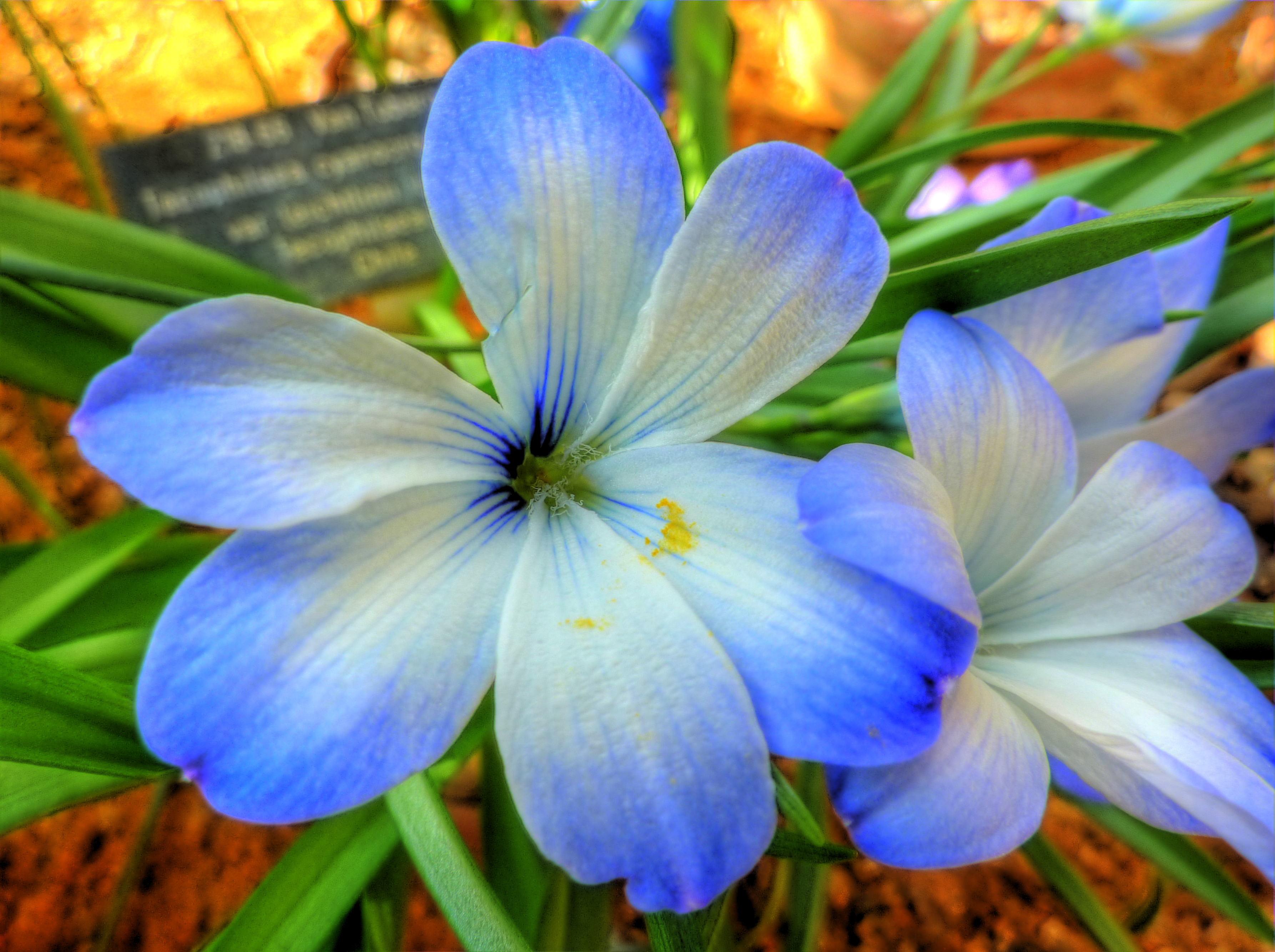
Blüte im Detail von Tecophilaea cyanocrocus

Die Blüten stehen einzeln oder in endständigen, einfachen oder zusammengesetzten oft traubigen Blütenstände zusammen, mit Hochblättern. Die zwittrigen, dreizähligen Blüten sind radiärsymmetrisch bis auf Grund der unterschiedlich großen Staubblätter schwach zygomorph. Die sechs gleichgestalteten Blütenhüllblätter (Tepalen) sind mehr oder weniger stark verwachsen oder frei. Die Farbe der Blütenhüllblätter ist gelb oder weiß über violett bis blau. Es sind sechs verwachsene oder freie, oft ungleichgestaltige Staubblätter vorhanden; sie können entweder alle fertil sein oder ein bis drei, selten bis fünf sind zu Staminodien umgewandelt. Die drei Fruchtblätter sind zu einem meist halbunterständigen, bei Walleria oberständigen Fruchtknoten verwachsen mit vier bis fünfzig Samenanlagen je Fruchtknotenkammer. Der aufrechte, gerade bis schwach gebogene Griffel endet in einer kopfigen bis mehr oder weniger dreilappigen Narbe.
Die Kapselfrüchte enthalten meist viele kleine, oft schwarze Samen. Die Keimblätter (Kotyledonen) sind nicht photosynthetisch aktiv.

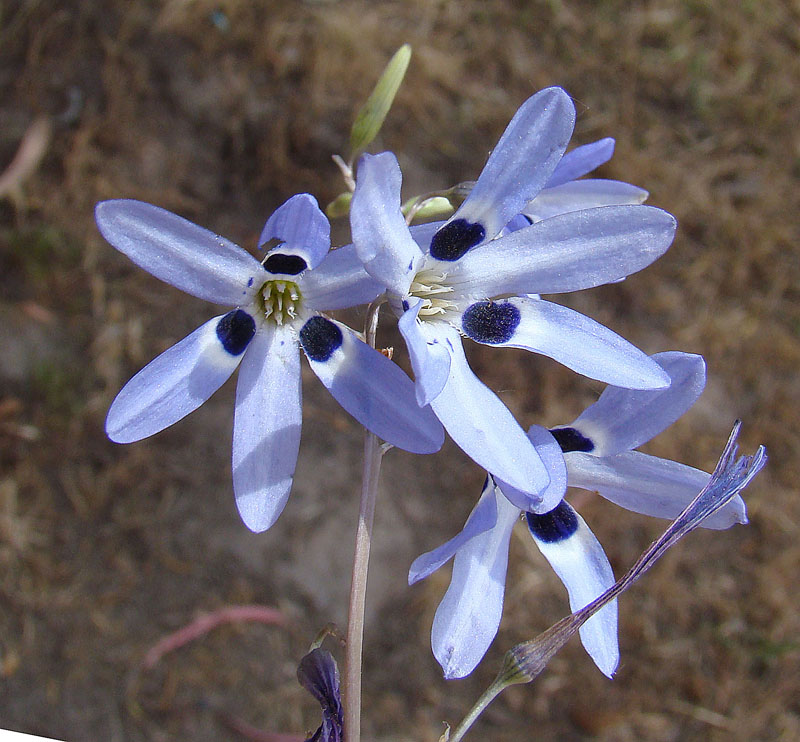
Blütenstand mit Blüten im Detail von Conanthera campanulata

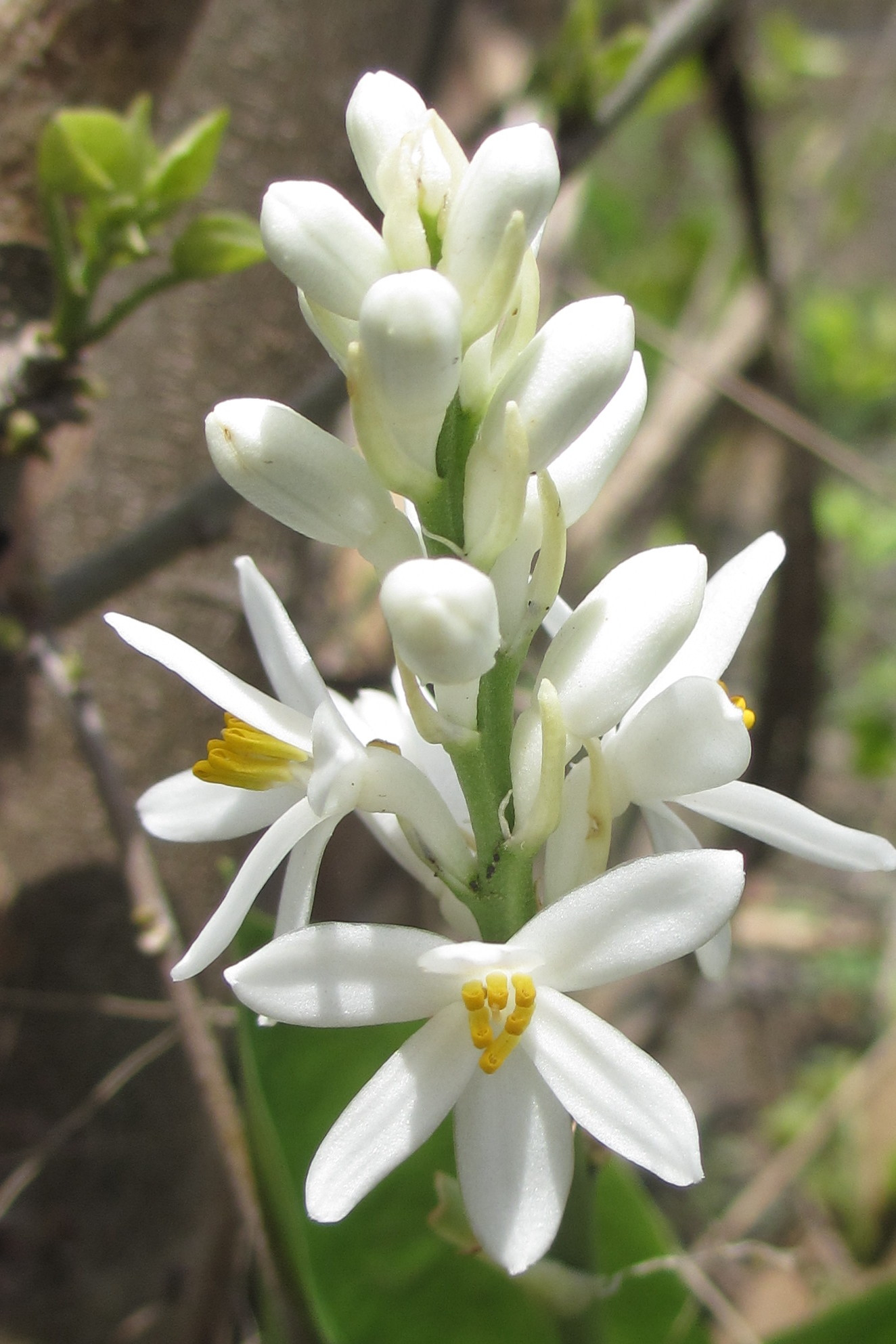
Blütenstand von Kabuyea hostifolia

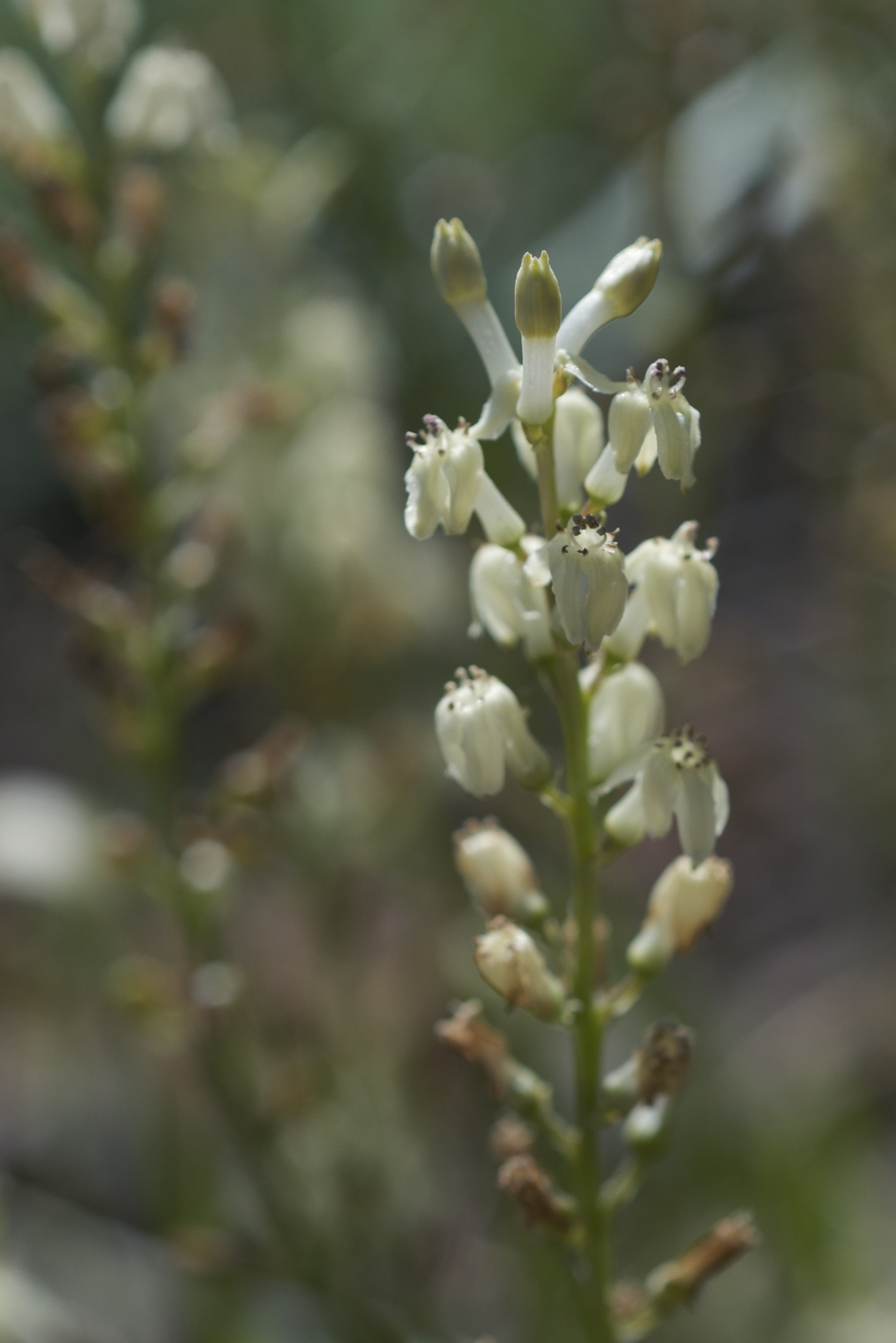
Blütenstand von Odontostomum hartwegii

## Systematik und Verbreitung
Synonyme für Tecophilaeaceae Leyb. sind: Androsynaceae Salisb., Conantheraceae (D.Don) Hook. f., Cyanastraceae Engl., Cyanellaceae Salisb. nom. cons., Walleriaceae (R.Dahlgren) Takht. nom. cons. Die Familie der Tecophilaeaceae Leyb. steht der Familie Ixioliriaceae Nakai nahe. Lanaria wurde früher in die Familie der Tecophilaeaceae eingeordnet stellt aber heute eine eigene Familie Lanariaceae H.Huber ex R.Dahlgren & A.E.vanWijk dar.
Die Familie besitzt ein disjunktes Areal: ihre Gattungen kommen in Afrika, im südwestlichen Südamerika und in Kalifornien (Odontostomum) vor. Sie gedeihen in gemäßigten bis tropischen Klimazonen.
Die Familie Tecophilaeaceae umfasst etwa neun Gattungen mit etwa 27 Arten:
- Conanthera Ruiz & Pav. (Syn.: Cumingia Kunth): Die etwa fünf Arten sind in Chile verbreitet.[2]
- Cyanastrum Oliv. (Syn.: Schoenlandia Cornu): Die etwa drei Arten sind im tropischen Afrika verbreitet.[2]
- Cyanella Royen ex L. (Syn.: Pharetrella Salisb., Trigella Salisb.): Die etwa neun Arten sind im Südlichen Afrika verbreitet.[2]
- Eremiolirion J.C.Manning & F.Forest: Sie enthält nur eine Art:
  - Eremiolirion amboense (Schinz) J.C.Manning & Mannh.: Sie ist vom südwestlichen Angola to nordwestlichen und zentralen-westlichen Namibia verbreitet.[2]
- Kabuyea Brummitt: Sie enthält nur eine Art:
  - Kabuyea hostifolia (Engl.) Brummitt: Sie ist von Tansania bis Mosambik verbreitet.[2]
- Odontostomum Torr.: Sie enthält nur eine Art:
  - Odontostomum hartwegii Torr.: Sie kommt in Kalifornien vor.[2]
- Tecophilaea Bertero ex Colla (Syn.: Phyganthus Poepp. & Endl., Poeppigia Kunze ex Rchb., Distrepta Miers): Die etwa zwei Arten kommen in Chile und Peru vor:[2]
  - Tecophilaea cyanocrocus Leyb.: Sie ist in Chile (Santiago) beheimatet.[2]
  - Tecophilaea violiflora Bertero ex Colla: Sie kommt in Peru (Lima) und in Chile von Coquimbo bis Santiago vor.[2]
- Walleria J.Kirk (Syn.: Androsyne Salisb.): Die etwa drei Arten sind vom tropischen bis ins südliche Afrika (Tansania bis Südafrika) verbreitet.[2]
- Zephyra D.Don (Syn.: Dicolus Phil.): Die nur zwei Arten sind in Chile verbreitet:[2]
  - Zephyra compacta C.Ehrh.: Sie wurde 2001 erstbeschrieben und kommt in den Regionen III Atacama sowie IV Coquimbo vor.
  - Zephyra elegans D.Don: Sie kommt vom nördlichen Chile bis in die Region IV Coquimbo vor.

## Weiterführende Literatur
- John Charles Manning & Peter Goldblatt: A revision of Tecophilaeaceae subfam. Tecophilaeoideae in Africa. In: Bothalia, Volume 42, 2012. S. 21–41. (PDF)

- Karte mit allen verlinkten Seiten:
- OSM |
- WikiMap